# Pedro Soares
Pedro Nuno de Almeida Soares (Lisboa, 10 de agosto de 1974) es un deportista portugués que compitió en judo. Ganó cuatro medallas en el Campeonato Europeo de Judo entre los años 1995 y 2002.

## Palmarés internacional
| Campeonato Europeo | Campeonato Europeo       | Campeonato Europeo | Campeonato Europeo |
| Año                | Lugar                    | Medalla            | Categoría          |
| ------------------ | ------------------------ | ------------------ | ------------------ |
| 1995               | Birmingham (Reino Unido) | Medalla de bronce  | –95 kg             |
| 1996               | La Haya (Países Bajos)   | Medalla de plata   | –95 kg             |
| 2002               | Maribor (Eslovenia)      | Medalla de plata   | +100 kg            |
| 2002               | Maribor (Eslovenia)      | Medalla de bronce  | Abierta            |